# Hercules (Fernsehserie)/Episodenliste
Diese Episodenliste enthält alle Episoden der US-amerikanisch-neuseeländischen Fernsehserie Hercules, sortiert nach der US-amerikanischen Erstausstrahlung. Zwischen 1995 und 1999 entstanden in sechs Staffeln insgesamt 111 Episoden mit einer Länge von jeweils etwa 45 Minuten.

## Übersicht
| Staffel | Episodenanzahl | Erstausstrahlung USA | Erstausstrahlung USA | Deutschsprachige Erstausstrahlung | Deutschsprachige Erstausstrahlung |
| Staffel | Episodenanzahl | Staffelpremiere      | Staffelfinale        | Staffelpremiere                   | Staffelfinale                     |
| ------- | -------------- | -------------------- | -------------------- | --------------------------------- | --------------------------------- |
| 1       | 13             | 16. Januar 1995      | 8. Mai 1995          | 8. Dezember 1995                  | 20. Oktober 1996                  |
| 2       | 24             | 4. September 1995    | 24. Juni 1996        | 27. Oktober 1996                  | 20. April 1997                    |
| 3       | 22             | 30. September 1996   | 12. Mai 1997         | 2. November 1997                  | 19. April 1998                    |
| 4       | 22             | 29. September 1997   | 11. Mai 1998         | 8. November 1998                  | 11. April 1999                    |
| 5       | 22             | 28. September 1998   | 17. Mai 1999         | 24. Oktober 1999                  | 30. April 2000                    |
| 6       | 8              | 27. September 1999   | 22. November 1999    | 14. Mai 2000                      | 3. September 2000                 |

## Staffel 1
Die US-amerikanische Erstausstrahlung der ersten Staffel erfolgte vom 16. Januar bis zum 8. Mai 1995 (Content-Syndication). Die deutschsprachige Erstausstrahlung fand vom 8. Dezember 1995 bis zum 20. Oktober 1996 auf dem deutschen Free-TV-Sender RTL statt.
| Nr. (ges.) | Nr. (St.) | Deutscher Titel                        | Originaltitel              | Erstausstrahlung USA | Deutschsprachige Erstausstrahlung (D) | Regie             | Drehbuch                       |
| --- | --------- | -------------------------------------- | -------------------------- | -------------------- | ------------------------------------- | ----------------- | ------------------------------ |
| 1 | 1         | Der falsche Weg                        | The Wrong Path             | 16. Jan. 1995        | 8. Dez. 1995                          | Doug Lefler       | John Schulian                  |
| Aus Eifersucht über die Untreue ihres Gatten Zeus lässt die Göttin Hera all ihren Zorn an Hercules dem Sohn des Zeus und der Alkmene aus. Ohnmächtig muss der Halbgott mit ansehen wie die zornige Göttin seine Frau Deianeira sowie auch seine Kinder umbringt. Daraufhin zieht er rachedürstend durch das Land, um alle sieben Tempel Heras zu zerstören. Da er in diesem Zustand kein Gehör mehr für hilfebedürftige Menschen findet, nimmt sich sein Gefährte Iolaus eines ihrer Probleme an. Es gilt eine Dämonin aufzuhalten, die von Hera nach Ister gesandt wurde, da sich die Einwohner dort geweigert hatten der Göttin ihre erstgeborenen Söhne zu opfern. Die Dämonin treibt ihr Unwesen, indem sie die dortigen Männer mit ihrem Schwanz zu Stein verwandelt und ihre Seelen raubt. Iolaus sucht die Dämonin in ihrer Höhle auf, wo er sie töten will, scheitert aber, und wird ebenfalls versteinert. Als Hercules während der Zerstörung des ersten Tempels die Sklavin Aegina befreit, findet er durch sie wieder zu sich und beschließt den Menschen in Ister zu Hilfe zu kommen. Es kommt zum Kampf zwischen Hercules und der Dämonin, in dessen Verlauf der Sohn des Zeus das Ungetüm dazu bringt sich mit seinem eigenen Schwanz zu berühren, woraufhin es sich selbst versteinert. Iolaus und die anderen Männer werden alsgleich zurückverwandelt und das Leben in Ister nimmt seinen gewohnten Verlauf wieder auf. |           |                                        |                            |                      |                                       |                   |                                |
| 2 | 2         | Hercules und der Wächter des Weinbergs | Eye of the Beholder        | 23. Jan. 1995        | 15. Dez. 1995                         | John T. Kretchmer | John Schulian                  |
| Auf der Flucht vor König Thespios’ fünfzig Töchtern, welche allesamt von Hercules geschwängert werden wollen, gelangt der Halbgott nach Trachis, wo er sich lieber mit einem riesigen Zyklopen anlegt. Der feindselige Riese bedroht dort die Existenz der Einwohner, da er den lebenspendenden Fluss umgelenkt hat, um die Weinberge Heras zu bewässern. Die Auseinandersetzung mit Hercules verliert der Zyklop, doch kann der Halbgott dem Einäugigen begreiflich machen, dass er von Hera nur benutzt wird. Als der Zyklop am Sinn seines Handelns zweifelt, lässt die Göttermutter ihre Henker los, um alle töten zu lassen die dem Fluss ihres Weines im Weg stehen. Daraufhin verbünden sich die beiden Kontrahenten und vernichten die Losgelassenen. Die Einwohner, die durch ihr abwertendes Verhalten in der Vergangenheit, den Riesen erst hatten feindselig werden lassen, geloben Besserung und schließen Frieden mit dem Zyklopen. |           |                                        |                            |                      |                                       |                   |                                |
| 3 | 3         | Die Reise nach Calydon                 | The Road to Calydon        | 30. Jan. 1995        | 22. Dez. 1995                         | Doug Lefler       | Andrew Dettmann & Daniel Truly |
| Einst betrog Zeus seine Gattin mit einem weiteren schönen Mädchen, dem er einen goldenen Kelch schenkte. Hera fand dies heraus, verfluchte Parthus, die Heimatstadt der Schönen, und verwandelte das Mädchen in einen Hund. Jahre später trifft Hercules in der verfluchten Geisterstadt auf die landsuchenden Flüchtenden eines Krieges. Er warnt die Menschen vor dem Fluch und beschließt sie nach Calydon zu führen, wo sie sicher sein würden. Einer der Flüchtlinge hatte jedoch den goldenen Kelch aus dem Heratempel der Geisterstadt gestohlen, wodurch sie auf ihrer Reise vom Zorn der Göttin begleitet werden. Unterwegs, von einem Steinregen überrascht, flüchten sich die Reisenden in die „minoischen Höhlen“, doch werden sie daraufhin von erweckten Skelettkriegern verfolgt. Nachdem Hercules die knochigen Schergen Heras zertrümmern konnte, ziehen die Flüchtlinge weiter bis zu den stymphalischen Sümpfen. Dort lauert ihnen ein geflügeltes Monster auf, das ebenfalls von Hercules besiegt wird. Der unglückbringende Kelch findet sich schließlich bei Broteas, dem Anführer der Flüchtlinge, woraufhin der Dieb davon gejagt wird und die Menschen unversehrt nach Calydon gelangen. |           |                                        |                            |                      |                                       |                   |                                |
| 4 | 4         | Hercules und das Fest des Dionysos     | The Festival of Dionysus   | 6. Feb. 1995         | 29. Dez. 1995                         | Peter Ellis       | Andrew Dettmann & Daniel Truly |
| 5 | 5         | Hercules und der Kriegsgott            | Ares                       | 13. Feb. 1995        | 5. Jan. 1996                          | Harley Cokeliss   | Steve Roberts                  |
| 6 | 6         | Hercules und das Gift der Hera         | As Darkness Falls          | 20. Feb. 1995        | 12. Jan. 1996                         | George Mendeluk   | Robert Bielak                  |
| 7 | 7         | Hochmut kommt vor dem Fall             | Pride Comes Before a Brawl | 27. Feb. 1995        | 19. Jan. 1996                         | Peter Ellis       | Steve Roberts                  |
| 8 | 8         | Hercules und die Sklavenprinzessin     | The March to Freedom       | 6. März 1995         | 26. Jan. 1996                         | Harley Cokeliss   | Adam Armus & Kay Foster        |
| 9 | 9         | Der Kampf um Iolaus                    | The Warrior Princess       | 13. März 1995        | 2. Feb. 1996                          | Bruce Seth Green  | John Schulian                  |
| 10 | 10        | Freiheit für die Sklaven               | Gladiator                  | 20. März 1995        | 9. Feb. 1996                          | Garth Maxwell     | Robert Bielak                  |
| 11 | 11        | Die verschwundenen Toten               | The Vanishing Dead         | 24. Apr. 1995        | 16. Feb. 1996                         | Bruce Campbell    | Andrew Dettmann & Daniel Truly |
| 12 | 12        | Eine weibliche Kampfmaschine           | The Gauntlet               | 1. Mai 1995          | 20. Okt. 1996                         | Jack Perez        | Peter Bielak                   |
| 13 | 13        | Das befreite Herz                      | Unchained Heart            | 8. Mai 1995          | 20. Okt. 1996                         | Bruce Seth Green  | John Schulian                  |

## Staffel 2
Die US-amerikanische Erstausstrahlung der zweiten Staffel erfolgte vom 4. September 1995 bis zum 24. Juni 1996 (Content-Syndication). Die deutschsprachige Erstausstrahlung fand vom 27. Oktober 1996 bis zum 20. April 1997 auf dem deutschen Free-TV-Sender RTL statt.
| Nr. (ges.) | Nr. (St.) | Deutscher Titel                   | Originaltitel              | Erstausstrahlung USA | Deutschsprachige Erstausstrahlung (D) | Regie             | Drehbuch                                                                            |
| ---------- | --------- | --------------------------------- | -------------------------- | -------------------- | ------------------------------------- | ----------------- | ----------------------------------------------------------------------------------- |
| 14         | 1         | König der Diebe                   | The King of Thieves        | 4. Sep. 1995         | 27. Okt. 1996                         | Doug Lefler       | Doug Lefler                                                                         |
| 15         | 2         | Spiel mit dem Glück               | All That Glitters          | 11. Sep. 1995        | 3. Nov. 1996                          | Garth Maxwell     | Craig Volk                                                                          |
| 16         | 3         | Unter falschem Namen              | What’s in a Name?          | 18. Sep. 1995        | 10. Nov. 1996                         | Bruce Campbell    | Michael Marks                                                                       |
| 17         | 4         | Goth, der Barbar                  | Siege at Naxos             | 25. Sep. 1995        | 17. Nov. 1996                         | Steve Posey       | Darrell Fetty                                                                       |
| 18         | 5         | Der Außenseiter                   | Outcast                    | 2. Okt. 1995         | 24. Nov. 1996                         | Bruce Seth Green  | Robert Bielak                                                                       |
| 19         | 6         | Ewige Liebe                       | Under the Broken Sky       | 9. Okt. 1995         | 1. Dez. 1996                          | James A. Contner  | John Schulian                                                                       |
| 20         | 7         | Der Heiratsschwindler             | The Mother of All Monsters | 16. Okt. 1995        | 8. Dez. 1996                          | Bruce Seth Green  | John Schulian                                                                       |
| 21         | 8         | In der Unterwelt                  | The Other Side             | 30. Okt. 1995        | 15. Dez. 1996                         | George Mendeluk   | Robert Bielak                                                                       |
| 22         | 9         | Der Schatz der Hera               | The Fire Down Below        | 6. Nov. 1995         | 22. Dez. 1996                         | Timothy Bond      | Scott Smith Miller Idee: John Schulian                                              |
| 23         | 10        | Maceus’ Rache                     | Cast a Giant Shadow        | 13. Nov. 1995        | 29. Dez. 1996                         | John T. Kretchmer | John Schulian                                                                       |
| 24         | 11        | Der Geist des Timuron             | Highway to Hades           | 20. Nov. 1995        | 5. Jan. 1997                          | T.J. Scott        | Robert Bielak                                                                       |
| 25         | 12        | Das Schwert der Wahrheit          | The Sword of Veracity      | 8. Jan. 1996         | 12. Jan. 1997                         | Steven Baum       | Garth Maxwell                                                                       |
| 26         | 13        | Heras Kriegerin                   | The Enforcer               | 15. Jan. 1996        | 19. Jan. 1997                         | T.J. Scott        | Nelson Costello                                                                     |
| 27         | 14        | Einmal Held, immer Held           | Once a Hero                | 29. Jan. 1996        | 26. Jan. 1997                         | Robert G. Tapert  | John Schulian & Robert Bielak Idee: Robert G. Tapert, Robert Bielak & John Schulian |
| 28         | 15        | Hellseher wider Willen            | Heedless Hearts            | 5. Feb. 1996         | 2. Feb. 1997                          | Peter Ellis       | Robert Bielak                                                                       |
| 29         | 16        | Der große Wettkampf               | Let the Games Begin        | 12. Feb. 1996        | 9. Feb. 1997                          | Gus Trikonis      | John Schulian                                                                       |
| 30         | 17        | Der goldene Apfel                 | The Apple                  | 19. Feb. 1996        | 16. Feb. 1997                         | Kevin Sorbo       | Steven Baum                                                                         |
| 31         | 18        | Hochzeit mit Hindernissen         | Promises                   | 4. März 1996         | 23. Feb. 1997                         | Stewart Main      | Michael Marks                                                                       |
| 32         | 19        | König für einen Tag               | King for a Day             | 18. März 1996        | 2. März 1997                          | Anson Williams    | Patricia Manney                                                                     |
| 33         | 20        | Der Verwandlungskünstler          | Protean Challenge          | 22. Apr. 1996        | 16. März 1997                         | Oley Sassone      | Brian Herskowitz                                                                    |
| 34         | 21        | Die Rückkehr des blauen Priesters | The Wedding of Alcmene     | 29. Apr. 1996        | 23. März 1997                         | Timothy Bond      | John Schulian                                                                       |
| 35         | 22        | Eine besondere Gabe               | The Power                  | 6. Mai 1996          | 6. Apr. 1997                          | Charlie Haskell   | Nelson Costello                                                                     |
| 36         | 23        | Gleiches Recht für alle           | Centaur Mentor Journey     | 13. Mai 1996         | 13. Apr. 1997                         | Stephen L. Posey  | Robert Bielak                                                                       |
| 37         | 24        | Die Höhle des Echo                | Cave of Echoes             | 24. Juni 1996        | 20. Apr. 1997                         | Gus Trikonis      | John Schulian & Robert Bielak                                                       |

## Staffel 3
Die US-amerikanische Erstausstrahlung der dritten Staffel erfolgte vom 30. September 1996 bis zum 12. Mai 1997 (Content-Syndication). Die deutschsprachige Erstausstrahlung fand vom 2. November 1997 bis zum 19. April 1998 auf dem deutschen Free-TV-Sender RTL statt.
| Nr. (ges.) | Nr. (St.) | Deutscher Titel            | Originaltitel                      | Erstausstrahlung USA | Deutschsprachige Erstausstrahlung (D) | Regie               | Drehbuch                                             |
| ---------- | --------- | -------------------------- | ---------------------------------- | -------------------- | ------------------------------------- | ------------------- | ---------------------------------------------------- |
| 38         | 1         | Geldgier                   | Mercenary                          | 30. Sep. 1996        | 19. Apr. 1998                         | Michael Hurst       | Robert Bielak                                        |
| 39         | 2         | Daedalus’ großer Irrtum    | Doomsday                           | 7. Okt. 1996         | 2. Nov. 1997                          | Michael Lange       | Brian Herskowitz                                     |
| 40         | 3         | Ohne Liebe geht es nicht   | Love Takes a Holiday               | 14. Okt. 1996        | 9. Nov. 1997                          | Charlie Haskell     | Noreen Tobin & Gene F. O’Neill                       |
| 41         | 4         | Fluch der Mumie            | Mummy Dearest                      | 21. Okt. 1996        | 16. Nov. 1997                         | Anson Williams      | Melissa Rosenberg                                    |
| 42         | 5         | Von den Toten Auferstanden | Not Fade Away                      | 28. Okt. 1996        | 23. Nov. 1997                         | T.J. Scott          | John Schulian                                        |
| 43         | 6         | Das Monsterbaby            | Monster Child in the Promised Land | 4. Nov. 1996         | 30. Nov. 1997                         | John T. Kretchmer   | John Schulian                                        |
| 44         | 7         | Das grünäugige Monster     | The Green-Eyed Monster             | 11. Nov. 1996        | 7. Dez. 1997                          | Chuck Braverman     | Steven Baum                                          |
| 45         | 8         | Prinz Hercules             | Prince Hercules                    | 18. Nov. 1996        | 14. Dez. 1997                         | Charles Siebert     | Robert Bielak Idee: Brad Carpenter                   |
| 46         | 9         | Ein unerklärlicher Traum   | A Star to Guide Them               | 9. Dez. 1996         | 21. Dez. 1997                         | Michael Levine      | Brian Herskowitz & John Schulian Idee: John Schulian |
| 47         | 10        | Die Lady und der Drache    | The Lady and the Dragon            | 13. Jan. 1997        | 28. Dez. 1997                         | Oley Sassone        | Michael Berlin & Eric Estrin                         |
| 48         | 11        | Lang lebe der König        | Long Live the King                 | 20. Jan. 1997        | 4. Jan. 1998                          | Timothy Bond        | Sonny Gordon Idee: Patricia Manney                   |
| 49         | 12        | Die Geburtstagsparty       | Surprise                           | 27. Jan. 1997        | 11. Jan. 1998                         | Oley Sassone        | Alex Kurtzman                                        |
| 50         | 13        | Freund und Feind           | Encounter                          | 3. Feb. 1997         | 18. Jan. 1998                         | Charlie Haskell     | Jerry Patrick Brown                                  |
| 51         | 14        | Wenn Götter lieben         | When a Man Loves a Woman           | 10. Feb. 1997        | 25. Jan. 1998                         | Charlie Haskell     | Noreen Tobin & Gene F. O’Neill                       |
| 52         | 15        | Die Abrechnung             | Judgement Day                      | 17. Feb. 1997        | 1. Feb. 1998                          | Gus Trikonis        | Robert Bielak                                        |
| 53         | 16        | Die unterirdische Stadt    | The Lost City                      | 24. Feb. 1997        | 8. Feb. 1998                          | Charlie Haskell     | Robert Bielak Idee: Robert Bielak & Liz Friedman     |
| 54         | 17        | Im Namen der Gerechtigkeit | Les Contemptibles                  | 7. Apr. 1997         | 15. Feb. 1998                         | Charlie Haskell     | Brian Herskowitz                                     |
| 55         | 18        | Herrschaft des Bösen       | Reign of Terror                    | 14. Apr. 1997        | 22. Feb. 1998                         | Rodney Charters     | John Kirk                                            |
| 56         | 19        | Ein neuer Anfang           | The End of the Beginning           | 21. Apr. 1997        | 1. März 1998                          | James Whitmore, Jr. | Paul Robert Coyle                                    |
| 57         | 20        | Die Faust des Tolas        | War Bride                          | 28. Apr. 1997        | 15. März 1998                         | Kevin Sorbo         | Adam Armus & Kay Foster                              |
| 58         | 21        | Späte Reue                 | A Rock and a Hard Place            | 5. Mai 1997          | 22. März 1998                         | Robert Trebor       | Alex Kurtzman & Roberto Orci                         |
| 59         | 22        | Der Untergang von Atlantis | Atlantis                           | 12. Mai 1997         | 29. März 1998                         | Gus Trikonis        | Roberto Orci & Alex Kurtzman                         |

## Staffel 4
Die US-amerikanische Erstausstrahlung der vierten Staffel erfolgte vom 29. September 1997 bis zum 11. Mai 1998 (Content-Syndication). Die deutschsprachige Erstausstrahlung fand vom 8. November 1998 bis zum 11. April 1999 auf dem deutschen Free-TV-Sender RTL statt.
| Nr. (ges.) | Nr. (St.) | Deutscher Titel                    | Originaltitel                      | Erstausstrahlung USA | Deutschsprachige Erstausstrahlung (D) | Regie              | Drehbuch                                                        |
| ---------- | --------- | ---------------------------------- | ---------------------------------- | -------------------- | ------------------------------------- | ------------------ | --------------------------------------------------------------- |
| 60         | 1         | Die Hüterin der Harpyen            | Beanstalks and Bad Eggs            | 29. Sep. 1997        | 8. Nov. 1998                          | John T. Kretchmer  | Melissa Rosenberg                                               |
| 61         | 2         | Das Herz eines Helden              | Hero’s Heart                       | 6. Okt. 1997         | 15. Nov. 1998                         | Philip Sgriccia    | Jerry Patrick Brown                                             |
| 62         | 3         | Eine bittere Lektion               | Regrets... I’ve Had a Few          | 13. Okt. 1997        | 22. Nov. 1998                         | Gus Trikonis       | Paul Robert Coyle                                               |
| 63         | 4         | Die Insel des Todes                | Web of Desire                      | 20. Okt. 1997        | 29. Nov. 1998                         | Michael Levine     | Roberto Orci & Alex Kurtzman                                    |
| 64         | 5         | In einer fremden Welt              | Stranger in a Strange World        | 27. Okt. 1997        | 6. Dez. 1998                          | Michael Levine     | Paul Robert Coyle                                               |
| 65         | 6         | Zwei Männer und ein Baby           | Two Men and a Baby                 | 3. Nov. 1997         | 13. Dez. 1998                         | Christopher Graves | John Hudock Idee: Kevin Sorbo                                   |
| 66         | 7         | Die verlorene Schwester            | Prodigal Sister                    | 10. Nov. 1997        | 20. Dez. 1998                         | Gary Jones         | Robert Blielak                                                  |
| 67         | 8         | Frei wie der Wind                  | ...And Fancy Free                  | 17. Nov. 1997        | 3. Jan. 1999                          | Michael Hurst      | Alex Kurtzman & Roberto Orci                                    |
| 68         | 9         | Der doppelte Hercules              | If I Had a Hammer                  | 12. Jan. 1998        | 10. Jan. 1999                         | Steve Polivka      | Paul Robert Coyle                                               |
| 69         | 10        | Helden haben’s schwer              | Hercules on Trial                  | 19. Jan. 1998        | 17. Jan. 1999                         | John Laing         | Robert Bielak                                                   |
| 70         | 11        | Medea Culpa                        | Medea Culpa                        | 26. Jan. 1998        | 24. Jan. 1999                         | Charles Siebert    | Robert Bielak, Alex Kurtzman & Roberto Orci Idee: Robert Bielak |
| 71         | 12        | MIP – Men in pink                  | Men in Pink                        | 2. Feb. 1998         | 31. Jan. 1999                         | Alan J. Levi       | Alex Kurtzman & Roberto Orci                                    |
| 72         | 13        | Armageddon (Part 1)                | Armageddon Now (Part 1)            | 9. Feb. 1998         | 14. Feb. 1999                         | Mark Beesley       | Paul Robert Coyle                                               |
| 73         | 14        | Armageddon (Part 2)                | Armageddon Now (Part 2)            | 16. Feb. 1998        | 21. Feb. 1999                         | Mark Beesley       | Gene F. O’Neill & Noreen V. Tobin Idee: Paul Robert Coyle       |
| 74         | 15        | Ja, Virginia, es gibt den Hercules | Yes, Virginia, There Is a Hercules | 23. Feb. 1998        | 7. Feb. 1999                          | Christopher Graves | Alex Kurtzman & Roberto Orci                                    |
| 75         | 16        | Der Bogen der Artemis              | Porkules                           | 16. März 1998        | 28. Feb. 1999                         | Christopher Graves | Alex Kurtzman & Roberto Orci                                    |
| 76         | 17        | Von Monstern und Menschen          | One Fowl Day                       | 23. März 1998        | 7. März 1999                          | Michael Hurst      | Adam Armus & Kay Foster                                         |
| 77         | 18        | Der Prinz und die Tänzerin         | My Fair Cupcake                    | 13. Apr. 1998        | 14. März 1999                         | Rick Jacobson      | Gene F. O’Neill & Noreen V. Tobin                               |
| 78         | 19        | Wunden des Krieges                 | War Wounds                         | 20. Apr. 1998        | 21. März 1999                         | John Mahaffie      | Paul Robert Coyle                                               |
| 79         | 20        | Das Blut des ersten Krieges        | Twilight                           | 27. Apr. 1998        | 28. März 1999                         | Philip Sgriccia    | Gene F. O’Neill, Noreen V. Tobin, Alex Kurtzman & Roberto Orci  |
| 80         | 21        | Das Blut des Vaters                | Top God                            | 4. Mai 1998          | 11. Apr. 1999                         | Charles Siebert    | Jerry Patrick Brown Idee: Paul Robert Coyle                     |
| 81         | 22        | Böses Blut                         | Reunions                           | 11. Mai 1998         | 11. Apr. 1999                         | Charles Siebert    | Alex Kurtzman, Roberto Orci & Jerry Patrick Brown               |

## Staffel 5
Die US-amerikanische Erstausstrahlung der fünften Staffel erfolgte vom 28. September 1998 bis zum 17. Mai 1999 (Content-Syndication). Die deutschsprachige Erstausstrahlung fand vom 24. Oktober 1999 bis zum 30. April 2000 auf dem deutschen Free-TV-Sender RTL statt.
| Nr. (ges.) | Nr. (St.) | Deutscher Titel                                  | Originaltitel                         | Erstausstrahlung USA | Deutschsprachige Erstausstrahlung (D) | Regie             | Drehbuch                                              |
| --- | --------- | ------------------------------------------------ | ------------------------------------- | -------------------- | ------------------------------------- | ----------------- | ----------------------------------------------------- |
| 82 | 1         | Gilgameschs Untergang                            | Faith                                 | 28. Sep. 1998        | 24. Okt. 1999                         | Michael Hurst     | Alex Kurtzman & Roberto Orci                          |
| 83 | 2         | Schiff der Untoten                               | Descent                               | 5. Okt. 1998         | 31. Okt. 1999                         | Richard Compton   | Lisa Klink                                            |
| 84 | 3         | Morrigans Schicksal                              | Resurrection                          | 12. Okt. 1998        | 7. Nov. 1999                          | Philip Sgriccia   | Alex Kurtzman & Roberto Orci                          |
| 85 | 4         | Oh Mann, Salmoneus mal drei!                     | Genies and Grecians and Geeks, Oh My! | 19. Okt. 1998        | 21. Nov. 1999                         | John Cameron      | Paul Robert Coyle                                     |
| 86 | 5         | Cäsar vor Irland                                 | Render Unto Caesar                    | 26. Okt. 1998        | 14. Nov. 1999                         | John Laing        | Gene F. O’Neill & Noreen V. Tobin                     |
| 87 | 6         | Der Winter der Götter von Asgard                 | Norse by Norsevest                    | 2. Nov. 1998         | 5. Dez. 1999                          | John Laing        | Gerry Conway Idee: Paul Robert Coyle                  |
| 88 | 7         | Sterbende Götter                                 | Somewhere Over the Rainbow Bridge     | 9. Nov. 1998         | 12. Dez. 1999                         | Michael Hurst     | Gerry Conway                                          |
| 89 | 8         | Nebulas Visionen                                 | Darkness Rising                       | 16. Nov. 1998        | 19. Dez. 1999                         | Chris Long        | Lisa Klink                                            |
| 90 | 9         | Wer Hercules nicht kennt …                       | For Those of You Just Joining Us...   | 4. Jan. 1999         | 2. Jan. 2000                          | Bruce Campbell    | Alex Kurtzman & Roberto Orci                          |
| 91 | 10        | Dahaks dunkle Mission                            | Let There Be Light                    | 11. Jan. 1999        | 16. Jan. 2000                         | Robert Radler     | Gene F. O’Neill & Noreen V. Tobin                     |
| 92 | 11        | Also starb Zarathustra                           | Redemption                            | 18. Jan. 1999        | 23. Jan. 2000                         | Bruce Campbell    | Lisa Klink                                            |
| 93 | 12        | Kristalle von Atlantis                           | Sky High                              | 25. Jan. 1999        | 30. Jan. 2000                         | John Laing        | Paul Robert Coyle                                     |
| Hercules und die Amazone Ephiny wollen ein Dorf, das von einem Vulkanausbruch bedroht wird, vor dem Untergang retten, indem sie mit Explosivkristallen aus Atlantis ein Loch in die Bergseite sprengen, sodass die Lava in eine andere Richtung abfließen kann. Für ihr Unternehmen rekrutieren sie einige Helfer, zu denen auch Kurth gehört, der wegen Mordes an Okun, dem Sohn des Zentauren Nagus, angeklagt und zum Tode verurteilt wurde. Erschwert wird das Unterfangen von den ehemaligen Kumpanen Okuns, die ebenso wie Nagus auch Rache an Kurth nehmen wollen und die Abenteuertruppe immer wieder überfallen. Nagus kann seine Rachegelüste schließlich überwinden und hilft dabei das Vorhaben zum Abschluss zu bringen. Kurth begleicht am Ende seine Schuld, indem er anstatt des Nagus oder Hercules, die sich darum streiten, wer sich opfern soll, selbst mit den Kristallen in den Vulkan hineinspringt und die rettende Explosion auslöst. |           |                                                  |                                       |                      |                                       |                   |                                                       |
| 94 | 13        | Iolaus?                                          | Stranger and Stranger                 | 1. Feb. 1999         | 13. Feb. 2000                         | Bruce Campbell    | Gerry Conway Idee: Paul Robert Coyle                  |
| 95 | 14        | Sind mal eben einen Panther erledigen gegangen … | Just Passing Through                  | 8. Feb. 1999         | 20. Feb. 2000                         | Charles Siebert   | Gene F. O’Neill & Noreen V. Tobin                     |
| 96 | 15        | Prêt-à-Porter                                    | Greece Is Burning                     | 15. Feb. 1999        | 27. Feb. 2000                         | Michael Hurst     | Andrew Landis & Julia Swift                           |
| 97 | 16        | Cyprus wird uns immer bleiben …                  | We’ll Always Have Cyprus              | 22. Feb. 1999        | 5. März 2000                          | Garth Maxwell     | Alex Kurtzman & Roberto Orci Idee: Stephanie C. Meyer |
| Hercules wird darum gebeten der Prophetin des Orakels von Cyprus zu Hilfe zu kommen, da diese in einer Vision ihren eigenen Tod gesehen hatte. Begleitet wird er dabei von seiner alten Liebe Morrígan und gemeinsamen Erinnerungen. Grund für die Vision der Prophetin ist die wiederauferstandene Havisha, der in der Vergangenheit von der Prophetin geweissagt wurde, dass sie bei ihrem Geliebten Drayus ihr Glück finden werde; jedoch wurden die beiden kurz nach ihrer Verlobung von vagabundierenden Schurken umgebracht. Havisha nimmt tödliche Rache an den Vagabunden und will erzürnt über die vermeintliche Lüge auch die Prophetin töten. Nach einem Kampf mit Hercules, besinnt sie sich dank dessen Worte aber wieder auf die Liebe und wird von ihrem Untotendasein erlöst. Die Prophetin kündigt daraufhin ihren Job, da ihr durch die ausbleibende Erfüllung ihrer Vision klar wird, dass man über das Schicksal siegen könne.             |           |                                                  |                                       |                      |                                       |                   |                                                       |
| 98 | 17        | Jedoch dem Schlechten folge ich                  | The Academy                           | 15. März 1999        | 12. März 2000                         | Charlie Haskell   | Paul Robert Coyle                                     |
| Hercules, Jason und Iolaus sind auf dem Weg zu der Akademie, in der der Zentaure Cheiron Hercules und Jason einst unterrichtet hatte. Dort angekommen finden sie die Akademie verändert vor. Das Unterrichtsprogramm beschränkt sich nur noch auf kriegerische Handlungen. Das Lehren von Rechnen, Schreiben, Lesen und moralischen Werten wurde dagegen eingestellt. Die Gefährten treffen dort auch eine alte Bekannte wieder, die Amazone Lilith, Jasons erste Liebe, welche den überraschten Jason mit der gemeinsamen Tochter Seska bekannt macht. Hercules findet heraus, dass der Schüler Zylus und seine Kumpanen hinter den Veränderungen stecken, sie die Gewalt in der Akademie an sich gerissen haben, und mit allen Mitteln versuchen die Neuankömmlinge wieder zu vertreiben. Gemeinsam gehen die Gefährten gegen Zylus’ Bande vor und verjagen sie letztendlich aus der Akademie. Jason wird der neue Akademiedirektor.                         |           |                                                  |                                       |                      |                                       |                   |                                                       |
| 99 | 18        | Nautica, die Meerjungfrau                        | Love on the Rocks                     | 19. Apr. 1999        | 19. März 2000                         | Rick Jacobson     | Kevin Maynard                                         |
| 100 | 19        | Es war einmal ein zukünftiger König              | Once Upon a Future King               | 26. Apr. 1999        | 26. März 2000                         | Mark Beesley      | Gene F. O’Neill & Noreen V. Tobin                     |
| 101 | 20        | Wenn das Lied des Helden verklingt               | Fade Out                              | 3. Mai 1999          | 2. Apr. 2000                          | Charles Siebert   | Gerry Conway                                          |
| 102 | 21        | Die Hochzeit meiner besten Freundin              | My Best Girl’s Wedding                | 10. Mai 1999         | 16. Apr. 2000                         | Andrew Merrifield | Gerry Conway                                          |
| 103 | 22        | Die vier Reiter der Apokalypse                   | Revelations                           | 17. Mai 1999         | 30. Apr. 2000                         | Bruce Campbell    | Tom O’Neill & George Strayton                         |

## Staffel 6
Die US-amerikanische Erstausstrahlung der sechsten Staffel erfolgte vom 27. September bis zum 22. November 1999 (Content-Syndication). Die deutschsprachige Erstausstrahlung fand vom 14. Mai bis zum 3. September 2000 auf dem deutschen Free-TV-Sender RTL statt.
| Nr. (ges.) | Nr. (St.) | Deutscher Titel                     | Originaltitel              | Erstausstrahlung USA | Deutschsprachige Erstausstrahlung (D) | Regie           | Drehbuch                      |
| --- | --------- | ----------------------------------- | -------------------------- | -------------------- | ------------------------------------- | --------------- | ----------------------------- |
| 104 | 1         | Das Schwert der Hera                | Be Deviled                 | 27. Sep. 1999        | 14. Mai 2000                          | Mark Beesley    | Paul Robert Coyle             |
| 105 | 2         | Liebe auf Amazonenart               | Love, Amazon Style         | 4. Okt. 1999         | 28. Mai 2000                          | David Grossman  | Adam Armus & Kay Foster       |
| 106 | 3         | Der Fluch des Ödipus                | Rebel with a Cause         | 11. Okt. 1999        | 25. Juni 2000                         | Garth Maxwell   | Lisa Klink                    |
| 107 | 4         | Blutdurst                           | Darkness Visible           | 18. Okt. 1999        | 9. Juli 2000                          | Philip Sgriccia | Phyllis Strong                |
| 108 | 5         | Hercules, Vagabunden und Diebe      | Hercules, Tramps & Thieves | 1. Nov. 1999         | 23. Juli 2000                         | Charles Siebert | Liz Friedman & Vanessa Place  |
| 109 | 6         | Stadt der Toten                     | City of the Dead           | 8. Nov. 1999         | 6. Aug. 2000                          | Chris Long      | Tom O’Neill & George Strayton |
| 110 | 7         | Verhext nochmal …                   | A Wicked Good Time         | 15. Nov. 1999        | 20. Aug. 2000                         | Adam Nimoy      | Liz Friedman & Vanessa Place  |
| 111 | 8         | … durch dunkle Nacht zum Happy End! | Full Circle                | 22. Nov. 1999        | 3. Sep. 2000                          | Bruce Campbell  | Alex Kurtzman & Roberto Orci  |
| Hercules und Iolaus besuchen ihre alte Freundin Nemesis, die zusammen mit Ares einen kleinen Sohn namens Evander hat, der die göttliche Gabe besitzt nur durch seine Vorstellungskraft Dinge wahr werden zu lassen. Evanders Großvater Zeus hat indessen vor sich mit seiner Gattin Hera zu versöhnen. Er entführt den Jungen, um mit seiner Hilfe Hera aus den Tiefen des Tartaros zu befreien, denn als Kronos den Tartaros schuf, sorgte er dafür, dass nur die Macht eines Gottes gepaart mit der Unschuld eines Kindes den Abgrund öffnen kann. Befreit werden jedoch nicht nur die an Gedächtnisschwund leidende Hera, sondern auch die von den Göttern dort gefangen gehaltenen Titanen Helios und Oceanus. Ares, der danach strebt der einzige Gott auf Erden zu sein, verbündet sich mit den beiden Titanen in der Absicht mit ihnen zusammen erst ihren Bruder Atlas zu befreien, der von Zeus in einem Eisgefängnis eingefroren wurde, und um anschließend den Olymp zu zerstören. Nach Atlas’ Befreiung geraten Hercules und Iolaus in einen Kampf mit Helios und Oceanus. Sie können die Kräfte der beiden Titanen gegeneinander ausspielen, wodurch diese sich selbst vernichten. Ares und Atlas sind derweil am Olymp angelangt, wo Ares unter der Voraussetzung, dass er verschont werden würde, Atlas den Weg ins innere des Olymp zeigt. Dort soll Atlas die Säule des Olymp zerbrechen, sodass der Götterberg einstürzt (laut Hercules würde durch einen solchen Einsturz der Planet Erde aus seiner Umlaufbahn geworfen werden und die Menschen müssten entweder verbrennen oder erfrieren). Als Hercules dort ankommt und den Titanen am Umwerfen der Säule hindern will, taucht die sich nun wieder erinnernde Hera zusammen mit Evander auf. Gerade als die Säule fällt, feuert die noch immer zornige Göttin einen Blitz auf Hercules ab, den dieser aber abwehren und so umlenken kann, dass Atlas davon getroffen wird. Der Titan erstarrt augenblicklich und nimmt somit, durch seinen versteinerten Körper, die Funktion der Säule ein, wodurch er den Olymp und die Welt bis in alle Ewigkeit vor dem Einsturz bewahrt. Evander, der von Bruchstücken der gestürzten Säule tödlich getroffen wurde, wird schließlich durch die gemeinsamen Kräfte von Zeus und Hera wieder ins Leben zurückgerufen und später seiner Mutter übergeben. Eine Versöhnung zwischen Zeus, Hera und auch Hercules erscheint angesichts der dramatischen Ereignisse als möglich. |           |                                     |                            |                      |                                       |                 |                               |